# Pavetta melanochroa
Pavetta melanochroa är en måreväxtart som beskrevs av Cornelis Eliza Bertus Bremekamp. Pavetta melanochroa ingår i släktet Pavetta och familjen måreväxter. Inga underarter finns listade i Catalogue of Life.